# Поподне једног Фауна
Поподне једног Фауна је ТВ-игра Забавно-хумористичке редакције ТВ Београд (хумористички циклус "Медаљони") из 1965. године. Редитељ је Александар Ђорђевић, а сценарио је писао Док Лесер. Реч је о псеудониму извесног београдског лекара.

## Из критике
... Нашој телевизији годи да са гледаоцима игра жмурке. Пошто програмом владају погађачке емисије, од гледалаца се сада почињу скривати и имена аутора чијим се текстовима усрећују. У јавност је "процурило" да се иза имена Дока Лесера, писца "лакрдије без већих претензија", под називом Поподне једног фауна, крије један београдски – лекар!
   На крају ове емисије гледаоци нису позвани да до одређеног рока пошаљу купон са именом загонетног писца, чија би им одгонетка могла донети једно место у неком аутобусу за туристички излет у неку суседну земљу или, можда, сто килограма качкаваља. Не. Овога пута гледаоцима је уступљено "бесплатно" задовољство да размишљају који је тај срећник коме је припао дебели хонорар, као награда што нас је у суботње вече пун један час "увесељавао" својим претпоставкама – како мали Ђокица замишља амерички начин живота.
   Играна је карта на гледалачке чежње за ликом популарног Миодрага Петровића-Чкаље. Kарту на Чкаљу тешко је проиграти до краја, јер је Чкаљи тешко одузети оно што зрачи из његове личности. То задовољство прескупо је плаћено једночасовном гњаважом лакрдије, додуше без претензија, али и без духа – статичне, развучене, баналне, све до правила којим се разрешавају баналне замисли: обртом да је све било само – сан.
(Олга Божичковић: Шта хоће Док Лесер?, Политика, Београд, 30. март 1965)